# ناگارجونه
ناگارجونه (زاده حدود ۱۵۰ - درگذشته حدود ۲۵۰ پس از میلاد) از فیلسوفان هندی و پایه‌گذار شاخه مدیه‌ماکه (راه میانه) از مکتب مهایانه بوداگرایی بود.
وی را از پرنفوذترین اندیشمندان بودایی دانسته‌اند. در کیش مهایانه او را یک بوداسف به‌شمار می‌آورند.
نوشته‌های ناگارجونه پایه‌های مدیه‌ماکه را ریخت و فلسفه فراسوی فرزانگی (پرگیا پارمیتا) را نیز به او منسوب می‌دانند.
پایگاه ناگارجونه صومعه نالاندا بود.